# Novo Cinema (Portugal)
Ne doit pas être confondu avec Cinema Novo.

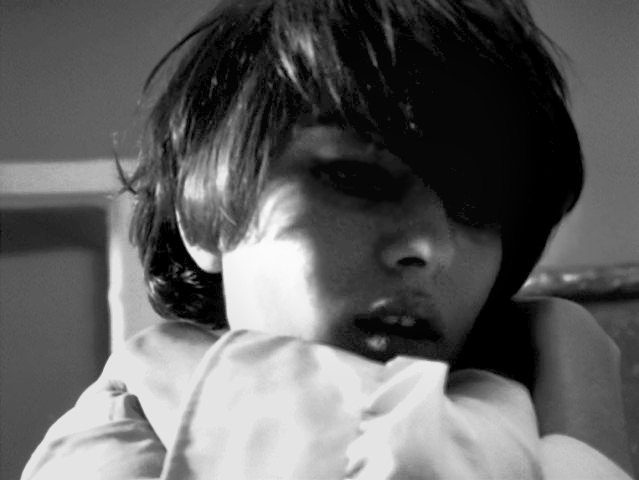
Maria Cabral dans O Cerco

Le Novo Cinema est un courant d’avant-garde du cinéma portugais, surgi dans les années 1960 sous l'Estado Novo. Suivant l'exemple de la Nouvelle Vague française, un groupe de trentenaires lisboètes cultivés et non-conformistes va, en quelques films, donner une nouvelle liberté à la production nationale. Amis malgré des sensibilités différentes, ils fréquentent les ciné-clubs et se retrouvent au café Vá-vá. Leurs moyens sont artisanaux, et l’aide du producteur António da Cunha Telles puis de la Fondation Calouste-Gulbenkian est déterminante. Les deux figures majeures du Novo Cinema sont Paulo Rocha et Fernando Lopes. Parmi les acteurs emblématiques, on peut citer Isabel Ruth, Ruy de Carvalho ou Maria Cabral.

## Films majeurs du Novo Cinema
- 1962 : Dom Roberto d'Ernesto de Sousa
- 1963 : Les Vertes Années (Os Verdes Anos) de Paulo Rocha
- 1964 : Belarmino de Fernando Lopes
- 1966 : Domingo à Tarde d'António de Macedo
- 1966 : Changer de vie (Mudar de Vida) de Paulo Rocha
- 1970 : O Cerco d'António da Cunha Telles
- 1970 : Qui court après les souliers d'un mort meurt nu-pieds (Quem Espera por Sapatos de Defunto Morre Descalço) de João César Monteiro
- 1972 : Fragment d'un film-aumône (Fragmentos de um Filme-Esmola: A Sagrada Família) de João César Monteiro
- 1972 : Uma Abelha na Chuva de Fernando Lopes
- 1973 : A Promessa d'António de Macedo
- 1974 : Jaime d'António Reis
- 1974 : Brandos Costumes d'Alberto Seixas Santos